# Honda X-ADV
La Honda X-ADV è un motociclo prodotto dal 2017 dalla casa motociclistica giapponese Honda.
Progettato e disegnato dal centro R&D Honda di Roma e presentato all'EICMA 2016, lo scooter condivide molti elementi con la serie Honda NC750.

## Prima serie (2017-2018)
La prima generazione è stata presentata all'EICMA 2016, proposta come un modello crossover, ossia un maxi-scooter ma con tutte la ciclistica di una moto a ruote alte. Questo grazie all'impiego del propulsore bicilindrico da 745 cm³ con cambio sequenziale DCT (Dual Clutch Transmission) a 6 rapporti inserito in un telaio in acciaio.
Oltre alle caratteristiche del propulsore e trasmissione ereditate dall'Honda NC750, l'X-ADV si differenzia rispetto al predecessore Integra 750 per il profilo che è volutamente sviluppato verso l’alto e il corpo del veicolo compatto, in stile off-road. Lo spirito fuoristradistico viene anche accentuato da scelte progettuali specifiche quali le sospensioni a lunga escursione, cerchi a raggi tangenziali da 17” all’anteriore e 15” al posteriore e l'impianto frenante da enduro con all'anteriore due dischi flottanti da 310 mm e pinze radiali a 4 pistoncini e ABS a due canali.

## Seconda serie (2018-2020)
Presentato all'EICMA 2017, la seconda serie propone due aggiornamenti per X-ADV: l'aggiunta del controllo di trazione HSTC (Honda Selectable Torque Control) a 2 livelli disinseribile, la modalità G per l’offroad e l’aumento del fuorigiri (900 giri/min in più, a quota 7500 giri/min), con spostamento del limitatore più in alto nell’uso del cambio in modalità manuale.
Sono anche presentate nuove varianti di colore: Candy Chromosphere Red, Mat Pearl Glare White (Tricolour HRC) e Grand Prix Red (CRF Rally red) 
Inoltre dal 2018 viene introdotta una versione da 35 kW guidabile con patente A2.

## Terza serie (2021–)
Nel 2021 la Honda ha aggiornato il modello X-ADV 750: il motore guadagna in potenza e coppia, il limitatore è fissato a un regime superiore, i rapporti del cambio sono stati ottimizzati (prime 3 marce più corte, ultime tre ottimizzate per l’efficienza dei consumi ad alta velocità) ed è introdotto il Throttle By Wire, con cinque Riding Mode e controllo di trazione a quattro livelli. 
Il telaio è stato ridisegnato nella struttura, alleggerendola (2 kg in meno a pieno carico). Viene anche introdotto il nuovo display TFT da 5 pollici che comprende la connettività allo smartphone (Honda Smartphone Voice Control System).